# Nikolaikirche (Pasewalk)

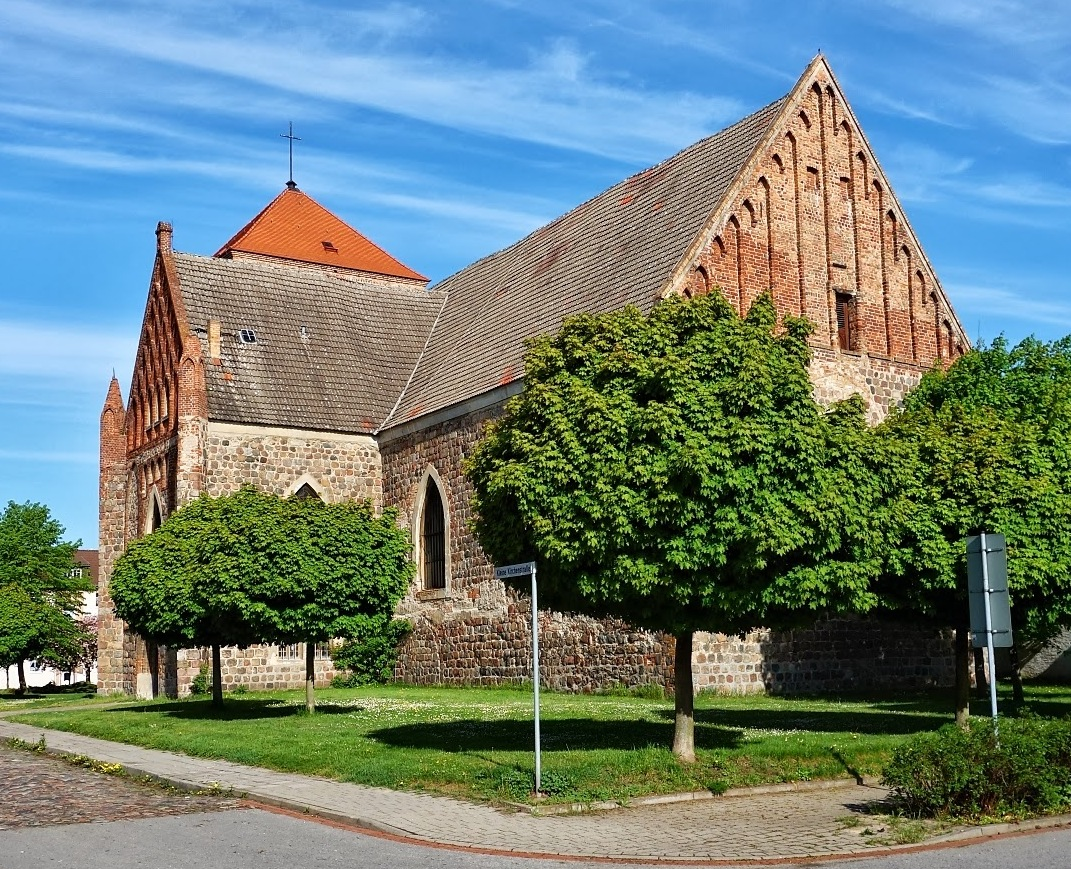
St. Nikolai in Pasewalk, Blick von Südosten (2013)

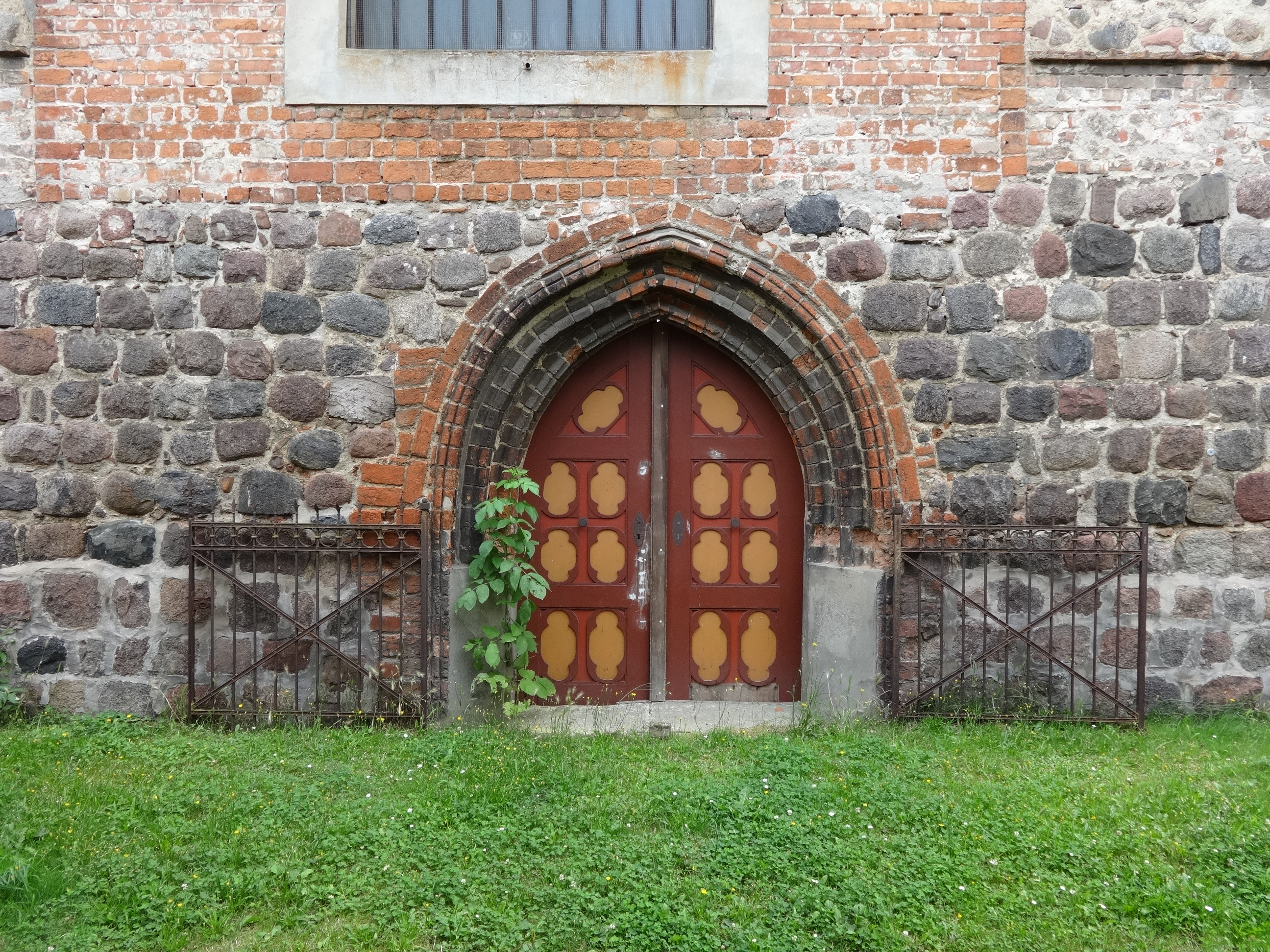
Portal an der Südseite

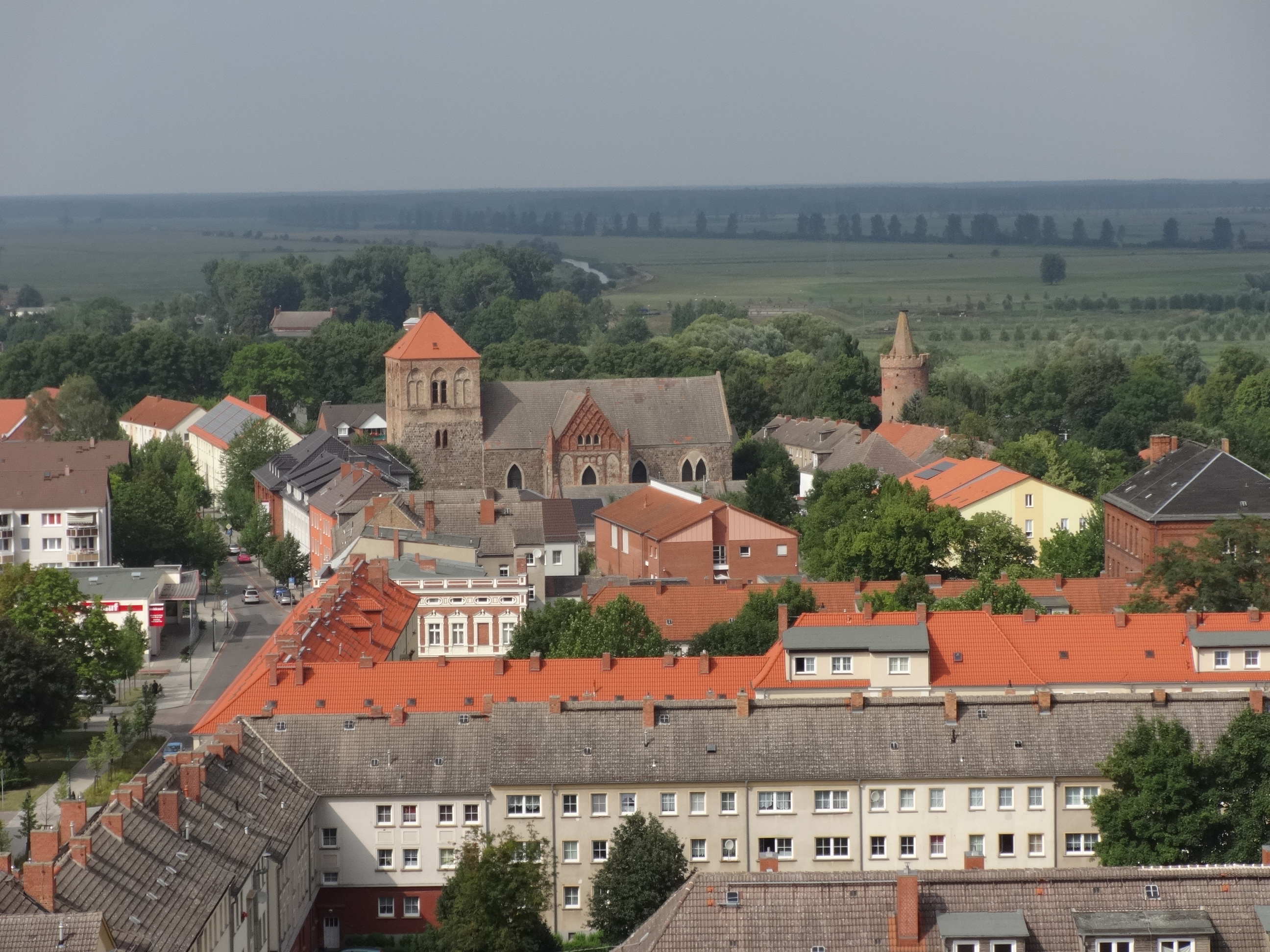
Blick von der St.-Marien-Kirche auf die Nikolaikirche (2014)

Die Nikolaikirche (auch Sankt Nikolai) in Pasewalk im Landkreis Vorpommern-Greifswald ist die größte Feldsteinkirche in Mecklenburg-Vorpommern.

## Geschichte und Zugehörigkeit
Die Kirche wurde erstmals 1177 urkundlich erwähnt und gilt damit als die älteste Stadtkirche Pasewalks. An der Nord- und Südseite baute man im Laufe der Jahrhunderte je einen Annex an. Nach mehreren Zerstörungen wurde die Kirche wieder als gotischer Backsteinbau aufgebaut. Sie erhielt dabei auch die heute noch vorhandenen Kreuzflügel an der Nord- und Südseite. 1615 fügte man den Kirchturm im Stil der Renaissance an und erweiterte das Bauwerk zur dreischiffigen Kirche. In den Jahren 1824 bis 1828 erfolgten neugotische Umbauten unter Mitwirkung von Karl Friedrich Schinkel. In dieser Zeit erhielt die Kirche eine Orgel von August Wilhelm Grüneberg mit zwei Manualen, an der Carl Friedrich Ferdinand Buckow als Geselle mitarbeitete. Im Zweiten Weltkrieg wurde die Kirche stark beschädigt und wieder aufgebaut.
Sie gehört weiterhin der evangelischen Kirchengemeinde Pasewalk in der Propstei Pasewalk der Evangelisch-Lutherischen Kirche in Norddeutschland, wird aber überwiegend als ökumenische und deutsch-polnische Begegnungsstätte genutzt.
Regelmäßig finden hier oder in Marienkirche auch Konzerte durch die Kantorei Pasewalk und dem Orchester für Alte Musik Vorpommern statt.

## Architektur
Das Bauwerk wurde als rechteckige, vierjochige Kreuzkirche aus gleichmäßig behauenen Feldsteinen errichtet. Der querrechteckige Turm ist rund 29,7 Meter hoch und verfügt seit der letzten Beschädigung im Zweiten Weltkrieg über ein einfaches Spitzdach. Die Giebel sind mit Blenden aus Mauerziegeln verziert. In Traufhöhe befinden sich an drei Seiten zwei gekuppelte spitzbogenförmige Öffnungen, darüber sind gekuppelte rundbogenförmige Klangarkaden zu sehen.
Der Chor ist rechteckig angelegt und hat an seiner Ostseite nur ein gekuppeltes, spitzbogenförmiges Fenster. Der Giebel ist mit Blenden versehen. Der nördliche Anbau verfügt über eine vierfach abgesetzte, mit Ziegelsteinen eingefasste, spitzbogenförmige Pforte, die linksasymmetrisch eingebaut wurde. Darüber befinden sich je zwei mit unregelmäßigen Steinen und Splitt zugemauerte, ebenfalls spitzbogenförmige Fenster. Dazwischen ist ein kleineres, spitzbogenförmiges Maßwerkfenster erhalten geblieben. Oberhalb finden sich vier kleinere Rundbogenfenster, die ebenfalls zugemauert sind. Der Giebel ist mit kreuzweise angeordneten Ziegelsteinen gegliedert, in das drei kleine Fenster eingelassen sind. An der südlichen Wand des Annexes befindet sich nur noch eines von drei Fenstern, das ebenfalls verkleinert wurde.

## Inneneinrichtung
Das Mittelschiff verfügt wie auch die Vorhalle über ein Sterngewölbe, während die Seitenschiffe mit Kreuzrippengewölben versehen sind. Der Altar zeigt ein Gemälde des Auferstandenen von August Remy.